# Фурньер, Эжен
Эжен Жозеф Фурньер (фр. Eugène Fournière; 31 мая 1857, Париж — 6 января 1914, Париж) — французский писатель и политик-социалист, депутат от Эны с 1898 по 1902 год.

## Биография
По профессии ювелир. В 1870-х годах был прежде всего учеником Жюля Геда. Играл видную роль на Марсельском конгрессе 1879 года, принявшем решение об основании Рабочей партии.
В дальнейшем вместе с Бенуа Малоном и Гюставом Руане встал на путь реформистского социализма, примкнув к поссибилистам. Порвав с гедовским коллективизмом, предполагал роспуск государства в пользу «самоуправления ассоциированных граждан» и утверждал, что «свобода не может быть индивидуальной, не будучи коллективной, она не может быть коллективной, не будучи индивидуальной».
Сотрудничал в ряде социалистических газет. Участвовал в 1885 году в основании «Revue socialiste» («Ревю сосиалист»). В 1880-х гг. выступал как теоретик социалистического реформизма. В 1898—1902 годах был депутатом парламента, мильеранистом (сторонником Александра Мильерана).
Был известен как автор многих научно-популярных работ по истории социализма и ряда художественных произведений. Участвовал в написании «Социалистической истории 1789—1900 годов» (l’Histoire socialiste 1789—1900) под руководством Жана Жореса; отвечал за раздел об эпохе Луи-Филиппа.
С 1906 по 1914 год он преподавал социальную экономику в Политехнической школе. Он был членом Международной лиги рационального образования детей, основанной в 1907 году Франсеском Феррером, почётным президентом которой был Анатоль Франс.

## Публикации
- Lettre d’un travailleur à Monsieur le Président de la République, Derveaux (Paris), 1881
- Jean Mistral. L’homme aux soixante millions n’est pas fou. Preuves et documents recueillis par E. Fournière. Précédés d’une pétition aux Chambres par P. Fournier, Kéva, 1885 — 40 p.
- L’Ame de demain, A. Lemerre, 1895—198 p.
- L’idéalisme social, Édition F. Alcan, Paris, 1898
- Les moyens pratiques du socialisme, Bibliothèque ouvrière socialiste, 1900
- Chez nos petits-fils, E. Fasquelle, Paris, 1900
- Essai sur l’individualisme, Paris, Félix Alcan, coll. «Bibliothèque de philosophie contemporaine», 1901, réédité avec une introduction et une postface de Philippe Chanial, Editions Le Bord de l’eau, Latresne, collection «Bibliothèque républicaine», 2009.
- L’artifice nationaliste, E. Fasquelle, Paris, 1903
- Les théories socialistes au XIXe siècle, de Babeuf à Proudhon, Paris, Félix Alcan, coll. «Bibliothèque de philosophie contemporaine», 1904
- La Législation du travail, conférences faites à l'École polytechnique, H. Charles-Lavauzelle, 1905—120 p.
- Ouvriers et patrons, Bibliothèque Charpentier, 1905—403 p.
- L’individu, l’association et l'état, F. Alcan, 1907—260 p.
- La crise socialiste, E. Fasquelle, 1908—381 p.
- La sociocratie: essai de politique positive, V. Giard & E. Brière, 1910—220 p.
- L’unité coopérative, M. Rivière et cie, 1910 — 80 p.